# Punk Goes Crunk
Punk Goes Crunk is het zevende album uit de Punk Goes... serie uitgegeven door Fearless Records. Het album bevat covers van populaire hiphopnummers, gespeeld door post-hardcore-, metalcore- en poppunkbands.

## Nummers
1. "Put Yo Hood Up" (Lil Jon & the Eastside Boyz) - Set Your Goals
2. "Got Your Money" (Ol' Dirty Bastard) - Say Anything
3. "I Wish" (Skee-Lo) - The Secret Handshake
4. "Men in Black" (Will Smit) - Forever the Sickest Kids
5. "California Love" (2Pac) - My American Heart
6. "I Wanna Love You" (Akon) - The Maine
7. "Kryptonite (I'm on It)" (Purple Ribbon All-Stars) - Emanuel
8. "The Seed (2.0)" (The Roots) - Person L
9. "Still Fly" (Big Tymers) - The Devil Wears Prada
10. "Umbrella" (Rihanna) - All Time Low
11. "Notorious Thugs" (Notorious B.I.G) - Scary Kids Scaring Kids
12. "Nuthin' but a 'G' Thang" (Dr. Dre) - The Escape Frame
13. "Gin and Juice" (Snoop Dogg) - Hot Rod Circuit
14. "Hey Ya!" (OutKast) - Lorene Drive
15. "Tennessee" (Arrested Development) - New Found Glory

Punk Goes Metal ·
Punk Goes Pop ·
Punk Goes Acoustic ·
Punk Goes 80's ·
Punk Goes 90's ·
Punk Goes Acoustic 2 ·
Punk Goes Crunk ·
Punk Goes Pop Volume Two ·
Punk Goes Classic Rock ·
Punk Goes Pop Volume 03. ·
Punk Goes X ·
Punk Goes Pop Volume 4 ·
Punk Goes Pop Volume 5 ·
Punk Goes Christmas ·
Punk Goes 90s Vol. 2 ·
Punk Goes Pop Vol. 6 ·
Punk Goes Pop Vol. 7